# Geher-Länderkampf der Männer und Frauen 1991 Schweden – Deutschland – Australien – Frankreich – Großbritannien – Italien – Spanien
| 3. Leichtathletik-Länderkampf mit deutscher Beteiligung 1991                                                               | 3. Leichtathletik-Länderkampf mit deutscher Beteiligung 1991                                                     |
| --- | --- |
| | |
| Gehervergleich der Männer und Frauen Schweden – Deutschland – Australien – Frankreich – Großbritannien – Italien – Spanien | |
| Austragungsort | Örnsköldsvik |
| Wettbewerbe | Männer: 2 / Frauen: 1                                                                                            |
| Datum | 29. Juni |
| 1. GER 2. ITA 3. ESP 4. FRA 5. SWE 6. GBR 7. AUS                                                                           | 152 Punkte 138 Punkte 101 Punkte 098 Punkte 097 Punkte 088 Punkte 015 Punkte                                     |
| 0Teilwertung Männer | 1. GER0000107 P 2. ITA00000085 P 3. FRA0000073 P 4. GBR0000068 P 5. ESP0000067 P 6. SWE0000049 P 7. AUS0000009 P |
| 0Teilwertung Frauen | 1. ITA00000 2. SWE000049 P 3. GER000045 P 4. ESP000034 P 5. FRA000025 P 6. GBR}000020 P 7. AUS000006 P           |
| Chronik | |
| ← GBR-GER (M/F) | NLD-GER-FRA-SUI00 Str'lauf (M) →                                                                                 |

Der dritte Vergleich des Länderkampfjahres 1991 bestand in einem Aufeinandertreffen der Geherinnen und Geher unter den sieben Ländern Schweden, Deutschland, Australien, Frankreich, Großbritannien, Italien und Spanien. In dieser Zusammensetzung war es die erste Begegnung. Gastgeber am 29. Juni war die schwedische Stadt Örnsköldsvik an der Ostseeküste. Auch dieser dritte Vergleich der laufenden Saison wurde gemeinsam für Männer und Frauen gewertet.

## Modus
Ausgetragen wurden für die Männer zwei Wettbewerbe auf der Straße, der kürzere über 20, der längere über die bei Länderkämpfen inzwischen übliche Distanz von 35 Kilometern. Die Frauen bestritten einen Wettbewerb über 10 Kilometer.
Je Land und Disziplin konnten vier Geher antreten, von denen die drei Besten in die Wertung kamen. Zum System der Punkteverteilung liegen keine Angaben vor.

## Ergebnis
Leider findet sich im DLV-Jahrbuch für die Einzelwertungen keine komplette Ergebnisübersicht. Angegeben sind nur die jeweils acht Besten sowie die weiteren Platzierungen der deutschen Teilnehmer. So findet sich kein einziger Australier in der Resultatsübersicht.
Bei den Männern siegte auf der kürzeren Distanz ein Italiener, auf der längeren ein Franzose. Dahinter folgten auf beiden Strecken jeweils zwei deutsche Geher auf den Rängen zwei und drei. Für die Teilwertung ergab sich folgendes Ergebnis:
1. Deutschland 152 P / 2. Italien 138 P / 3. Spanien 101 P / 4. Frankreich 98 P / 5. Schweden 97 P / 6. Großbritannien 88 P / 7. Australien 15 P.
Den Einzelwettbewerb der Frauen gewann eine Schwedin vor einer Italienerin und zwei deutschen Vertreterinnen. Die Teilwertung gestaltete sich folgendermaßen:
1. Italien 53 P / 2. Schweden 49 P / 3. Deutschland 45 P / 4. Spanien 34 P / 5. Frankreich 25 P / 6. Großbritannien 20 P / 7. Australien 6 P.
Aus den beiden Teilwertungen ergab sich für die Gesamtwertung dieses Länderkampfs das folgende offizielle Gesamtresultat:
1. Deutschland 152 P
2. Italien 138 P
3. Spanien 101 P
4. Frankreich 98 P
5. Schweden 97 P
6. Großbritannien 88 P
7. Australien 15 P

## Legende
Kurze Übersicht zur Bedeutung der Symbolik – so üblicherweise auch in sonstigen Veröffentlichungen verwendet:
| DNF   | nicht im Ziel (did not finish) |
| k. A. | keine Angabe                   |

## Resultate Männer

### Teilwertung
| Platz | Land           | Punkte |
| ----- | -------------- | ------ |
| 1     | Deutschland    | 152    |
| 2     | Italien        | 138    |
| 3     | Spanien        | 101    |
| 4     | Frankreich     | 098    |
| 5     | Schweden       | 097    |
| 6     | Großbritannien | 088    |
| 7     | Australien     | 015    |

### 20-km-Gehen
| Platz | Athlet              | Land | Zeit (h) |
| ----- | ------------------- | ---- | -------- |
| 1     | Maurizio Damilano   | ITA  | 1:20:43  |
| 2     | Ronald Weigel       | GER  | 1:21:04  |
| 3     | Axel Noack          | GER  | 1:21:24  |
| 4     | Giovanni Perricelli | ITA  | 1:21:37  |
| 5     | Robert Ihly         | GER  | 1:22:14  |
| 6     | Miguel Ángel Prieto | ESP  | 1:22:38  |
| 7     | Stefan Johannson    | SWE  | 1:23:06  |
| 8     | Ralf Weise          | GER  | k. A.    |
| 000…  |                     |      |          |
| 20    | Ralf Rose           | GER  | 1:31:14  |
| DNF   | Bernd Gummelt       | GER  |          |

### 35-km-Gehen
| Platz | Athlet                | Land | Zeit (h) |
| ----- | --------------------- | ---- | -------- |
| 1     | Martial Fesselier     | FRA  | 2:32:45  |
| 2     | Hartwig Gauder        | GER  | 2:35:36  |
| 3     | Torsten Trampeli      | GER  | 2:35:45  |
| 4     | Bo Gustafsson         | SWE  | 2:36:11  |
| 5     | Chris Maddocks        | GBR  | 2:36:19  |
| 6     | Jean-Olivier Brosseau | FRA  | 2:36:22  |
| 7     | Les Morton            | GBR  | 2:37:27  |
| 8     | Sandro Bellucci       | ITA  | 2:37:57  |
| 000…  |                       |      |          |
| 10    | Alexander Preusche    | GER  | 2:38:02  |
| 20    | Olaf Möldner          | GER  | 2:55:17  |

## Resultat Frauen

### Teilwertung
| Platz | Land           | Punkte |
| ----- | -------------- | ------ |
| 1     | Italien        | 53     |
| 2     | Schweden       | 49     |
| 3     | Deutschland    | 45     |
| 4     | Spanien        | 34     |
| 5     | Frankreich     | 25     |
| 6     | Großbritannien | 20     |
| 7     | Australien     | 06     |

### 10-km-Gehen
| Platz | Athletin           | Land | Zeit (min) |
| ----- | ------------------ | ---- | ---------- |
| 1     | Madelein Svensson  | SWE  | 43:27      |
| 2     | Ileana Salvador    | ITA  | 43:36      |
| 3     | Beate Anders       | GER  | 43:53      |
| 4     | Kathrin Born       | GER  | 44:24      |
| 5     | Annarita Sidoti    | ITA  | 45:28      |
| 6     | Pier Carola Pagani | ITA  | 45:45      |
| 7     | Monica Gunnarsson  | SWE  | 46:08      |
| 8     | Nathalie Marchand  | FRA  | 46:12      |
| 000…  |                    |      |            |
| 17    | Simone Thust       | GER  | 47:36      |
| 24    | Andrea Brückmann   | GER  | 48:33      |